# قاي بوروس
قاي بوروس (بالإنجليزية: Guy Boros)‏ هو لاعب غولف أمريكي، ولد في 4 سبتمبر 1964 في فورت لودرديل في الولايات المتحدة.

## وصلات خارجية
- قاي بوروس على موقع رابطة لاعبي الغولف المحترفين (الإنجليزية)
- قاي بوروس على موقع التصنيف العالمي الرسمي للغولف (الإنجليزية)